# Gary Plauché
Leon Gary Plauché (10 de noviembre de 1945 - 23 de octubre de 2014) fue un hombre estadounidense conocido por matar públicamente a Jeff Doucet, quien había secuestrado y abusado sexualmente del hijo preadolescente de Plauché, Jody. El ajusticiamiento fue mediante un disparo de arma de fuego y ocurrió el viernes 16 de marzo de 1984, siendo capturado en cámara por un equipo de noticias local.
Por el tiroteo fatal, Plauché recibió una sentencia suspendida de siete años con libertad condicional de cinco años y 300 horas de servicio comunitario y no recibió tiempo en prisión. El caso recibió amplia publicidad en Estados Unidos y causó controversia, ya que el público y comunicadores o intelectuales debatieron si Plauché debería haber sido acusado de asesinato o directamente dejado en libertad.[cita requerida] Plauché sostuvo que tenía razón en su accionar y que cualquier persona en una posición similar habría tomado la misma decisión.

## Secuestro por Doucet
Gary Plauché vivía en Baton Rouge, Luisiana. Estaba separado de su esposa, June, en el momento del tiroteo. Durante 1983 y 1984, su hijo de 11 años, Jody Plauché, estaba tomando clases de kárate con un instructor, Jeffrey Doucet, de 25 años, quien había estado abusando sexualmente del niño durante al menos un año. En febrero de 1984, Doucet secuestró a Jody y lo llevó a un motel en Anaheim, California, donde lo agredió y abusó sexualmente. La policía buscó a Jody en todo el país y finalmente lo encontraron después de que Doucet permitió que el niño hiciera una llamada por cobrar a su madre desde el motel. La policía de California allanó el motel y arrestó a Doucet sin incidentes. 
El 1 de marzo de 1984, Jody fue devuelto a su familia en Luisiana, pero Gary, que en ese momento tenía 38 años, escuchó informes de que Doucet había agredido sexualmente a su hijo. En una entrevista con un equipo de televisión de noticias, Gary declaró que sintió una sensación de impotencia al escuchar estos informes, bebió alcohol para controlar sus penas. 

## El asesinato de Doucet por Plauché
El 16 de marzo de 1984, Doucet fue trasladado en avión a Luisiana para ser juzgado. Doucet llegó al Aeropuerto Metropolitano de Baton Rouge, también conocido como Ryan Field, y los agentes de policía lo llevaron esposado por el aeropuerto alrededor de las 9:30 pm, donde Plauché esperaba a Doucet con una pistola. 
Un empleado de la filial local de ABC, WBRZ-TV, le dijo a Plauché cuándo llegaría Doucet al aeropuerto. : 81 Un equipo de noticias de WBRZ estaba esperando a Doucet y había instalado sus cámaras para registrar su llegada. Frente al equipo de noticias había un banco de teléfonos públicos, donde Plauché esperaba mientras hablaba con su mejor amigo por teléfono. Llevaba una gorra de béisbol y gafas de sol, para que nadie lo reconociera. 
Mientras escoltaban a Doucet por el aeropuerto, los policías se cruzaron con el equipo de noticias que estaba grabando la escena. Luego pasaron junto a Plauché, quien sacó su pistola y disparó un solo tiro desde menos de un metro de distancia, directamente al lado derecho de la cabeza de Doucet, a quemarropa. Doucet inmediatamente cayó al suelo, sangrando por una herida cerca de su oreja derecha. Como se muestra en el video del incidente, Plauché bajó el auricular del teléfono antes de que los oficiales lo sujetaran y le quitaran el arma de la otra mano y luego atendieron a Doucet. Los agentes que agarraron a Plauché lo reconocieron. Lo mantuvieron inmovilizado contra el banco de teléfonos, preguntándole (como se captura en el video): "Gary, ¿por qué? ¿Por qué, Gary?". Todo el incidente fue capturado en una cinta de video ENG.
Doucet entró en coma y murió a causa de la herida de bala al día siguiente.

## Secuelas
Plauché fue acusado inicialmente de asesinato en segundo grado, pero aceptó un acuerdo de culpabilidad en el que no se opuso al homicidio involuntario. Fue sentenciado a siete años de sentencia suspendida, con cinco años de libertad condicional y 300 horas de servicio comunitario, que completó en 1989. 
Los informes psicológicos ayudaron al caso de Plauché luego de que se supiera que Doucet había abusado de Jody meses antes del secuestro. Edward P. Uzee examinó a Plauché y determinó que no podía diferenciar entre el bien y el mal cuando mató a Doucet. El equipo de defensa de Plauché argumentó que fue llevado a un estado psicótico temporal después de enterarse del abuso de su hijo. Uzee también determinó que Doucet tenía la capacidad de manipular a otros y se aprovechó del hecho de que Plauché estaba separado de su esposa en ese momento y había logrado abrirse camino en la familia Plauché. El juez Frank Saia dictaminó que enviar a Plauché a prisión no ayudaría a nadie y que prácticamente no había riesgo de que cometiera otro delito. 
El video de Plauché matando a Doucet ha aparecido en muchos programas de televisión y documentales, incluido el documental de Michael Moore de 2002 Bowling for Columbine y el impactante documental de 1994 Traces of Death II. El metraje también se ha subido a YouTube, donde el video ha recibido más de 20 millones de visitas. En marzo de 2020, algunas de las copias sin censura del video se eliminaron y se volvieron a cargar en la versión censurada, pero todavía existen muchas copias del original en YouTube y en otros lugares. Un video presentado en YouTube fue tomado de la serie de televisión Anatomy of Crime, que se emitió en 2000 en Court TV y fue producido por John Langley, el creador de Cops. 
A los 67 años, Plauché concedió una entrevista en la que afirmó que no se arrepentía de haber matado a Doucet y que volvería a hacerlo.[cita requerida]
En agosto de 2019, se estrenó "¿Por qué, Gary, por qué?" : La historia de Jody Plauché".

## Muerte
Plauché sufrió un derrame cerebral en 2011  y murió en 2014 en un hogar de ancianos después de otro derrame cerebral, un mes antes de cumplir 69 años. 